# Nikolaj Persson
Nikolaj Persson (* 18. März 1991 in Kopenhagen) ist ein deutscher Badmintonspieler. Er ist der jüngere Bruder des dänischen Badmintonspielers Joachim Persson.

## Sportliche Karriere
Seit seinem fünften Lebensjahr spielt Persson für den TSV Trittau, derzeit in der 2. Badminton-Bundesliga Nord.
Er wurde fünf Mal Deutscher Jugend- und Juniorenmeister im Herreneinzel, Herrendoppel und Mixed. Bei den Deutschen Meisterschaften 2010 scheiterte er im Halbfinale an Dieter Domke mit 13–21, 14–21 und erreichte damit Bronze. 2009 erreichte er jeweils das Achtelfinale bei den Welt- und Europameisterschaften der Junioren im Herreneinzel.

## Größte Erfolge

### Junioren-Weltmeisterschaften
- 2009: Achtelfinale Juniorenweltmeisterschaften im Herreneinzel
- 2009: 2. Runde Juniorenweltmeisterschaften im Mixed

### Junioren-Europameisterschaften
- 2009: Achtelfinale Junioreneuropameisterschaften im Herreneinzel

### Deutsche Meisterschaften
- 2010: Bronze Deutsche Meisterschaften im Herreneinzel
- 2010: Bronze Deutsche Meisterschaften U19 im Herreneinzel
- 2009: Gold Deutsche Meisterschaften U19 im Herreneinzel
- 2009: Silber Deutsche Meisterschaften U19 im Mixed
- 2008: Silber Deutsche Meisterschaften U17 im Jungendoppel
- 2008: Silber Deutsche Meisterschaften U17 im Mixed
- 2007: Gold Deutsche Meisterschaften U17 im Mixed
- 2007: Bronze Deutsche Meisterschaften U17 im Jungeneinzel
- 2007: Bronze Deutsche Meisterschaften U17 im Jungendoppel
- 2006: Gold Deutsche Meisterschaften U15 im Jungeneinzel
- 2006: Gold Deutsche Meisterschaften U15 im Jungendoppel
- 2006: Gold Deutsche Meisterschaften U15 im Mixed